# Vîșneve, Tokmak
Vîșneve (în ucraineană Вишневе) este un sat în comuna Kohane din raionul Tokmak, regiunea Zaporijjea, Ucraina.

## Demografie
Componența lingvistică a localității Vîșneve
     Ucraineană (91,18%)
     Rusă (5,88%)
     Belarusă (2,94%)
Conform recensământului din 2001, majoritatea populației localității Vîșneve era vorbitoare de ucraineană (91,18%), existând în minoritate și vorbitori de rusă (5,88%) și belarusă (2,94%).